# Gliese 86 Ab
Gliese 86 Ab (a volte chiamato Gliese 86 Ab per meglio distinguerlo dalla componente stellare Gliese 86 B) è un pianeta extrasolare in orbita attorno alla stella  Gliese 86 A. È un pianeta gioviano molto vicino alla stella (0,11 UA, pianeta gioviano caldo), e completa un'intera orbita in 15,77 giorni.
È stato scoperto nel 2000 da Michel Mayor, Didier Queloz, Stéphane Udry et al.
Delle misurazioni astrometriche preliminari fatte con il satellite Hipparcos suggeriscono per il pianeta un'inclinazione orbitale di 164°, con tale inclinazione la vera massa del pianeta sarebbe così grande da dover essere classificato come nana bruna o persino stella.. Tuttavia analisi successive hanno suggerito che le misurazioni del satellite Hipparcos non sono sufficientemente precise per determinare l'orbita di compagni sub-stellari. Studi successivi hanno stimato la massa minima del pianeta in 4,27 volte quella di Giove.